# فرهاد نواب
فرهاد نواب (۱۰ تیر ۱۳۳۵) دو و میدانی سرعت سابق اهل ایران است. در منابع انگلیسی نام وی فرهان نواب نیز ثبت شده‌است.
وی در دو ۱۰۰ متر بازی‌های المپیک تابستانی ۱۹۷۲ شرکت کرد و در گروه چهارم مقدماتی با زمان ۱۱٫۰۲ ثانیه در رتبه ۶ قرار گرفت و از مسابقات حذف شد. وی در مرداد ۱۳۵۳ در مسابقات انتخابی تیم ملی دو و میدانی ایران در ورزشگاه آزادی پس از عزیز کریم‌آبادی با زمان ۱۰/۷ ثانیه در رتبه دوم قرار گرفت.